# مسجد شاه جهان (إنجلترا)
مسجد شاه جهان هو مسجد جامع يقع في ووكينغ,سري بإنجلترا. يعتبر أول مبنى بني خصيصا ليكون مسجدا في بريطانيا.
وهو مبنى مدرج من الدرجة الثانية. وهو بتمويل من شاه جهان وهي ملكة مسلمة حكمت إقليم بهوبا في الهند خلال القرن التاسع عشر.

## المصمم
صممه المهندس عالم اللغويات والمستشرق البريطاني ذو الأصول المجرية غوتليب ويهيلم ليتنر، ليكون مكانا للصلاة لطلاب «معهد الدراسات الشرقية» بقرب بلدة ووكينغ في ساري.

## وصلات خارجية
- موقع الجامع